# Мікеле Біянкі
Мікеле Біянкі (італ. Michele Bianchi, 22 липня 1883, Бельмонте-Калабро, Королівство Італія — 3 лютого 1930, Рим, Королівство Італія) — італійський революціонер та лідер синдикалистів. Один із найближчих соратників Беніто Муссоліні та засновників Національної фашистської партії, у якій очолював синдикалістичне (ліве) крило. Разом із Італо Бальбо, Еміліо де Боно та Чезаре Марією де Веккі особисто очолив Марш на Рим. Вважався одним із найавторитетніших італійських політиків часів фашизму.

## Ранні роки
Мікеле Біянкі народився 22 липня 1883 року в Бельмонте-Калабро (провінція Козенца, південь Італії). Закінчивши місцеву початкову школу, він разом із сім'єю переїхав до Сан-Деметріо-Короне, де продовжив навчання у середній школі. По її завершенню молодий Мікеле, мріючи про кар'єру правника, вступив на юридичний факультет Римського університету, однак саме тут відбулися значні зміни у його світогляді. 
Навчаючись в університеті, Біянкі разом зі своїми товаришами захопився ідеями Жоржа Сореля та Шарля Морраса, почав так само бажати послаблення і поступового викорінення великої промислової аристократії та передання управління підприємствами профспілкам. Вважаючи, що юриспруденція в більшій мірі слугує для захисту еліт, а не простих працівників, по закінченню навчання в Римі Мікеле присвятив себе журналістиці. У своїх статтях він роздумував про варіанти розвитку та можливі наслідки класової боротьби, проте потенційне майбутнє національної та всесвітньої економіки, про перспективи профспілкового руху. Тобто, у цей період життя Біянкі був прихильним радше до лівих політиків, ніж до націоналістів.

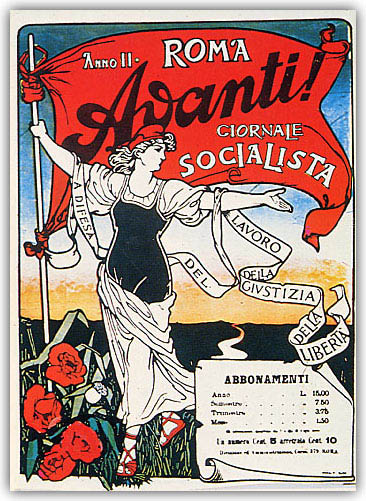
Титульна сторінка газети Avanti! зразка 1897 року

1903 року Біянкі став членом Італійської соціалістичної партії та почав працювати редактором партійного видавництва, газети Avanti!, а також був очільником римського відділу партії. 1904 року він був делегатом Болонського конгресу соціалістів та виступив на підтримку лінії синдикалістів, яку розвивав Артуро Лабріола.
1905 року Біянкі відмовився від роботи в Avanti! та очолив Gioventù socialista, друкований орган молодіжного крила Італійської соціалістичної партії. Він активно пропагував антимілітаристську політику та критикував дії тогочасного політичного керівництва країни, через що його було заарештовано та заслано до Генуї. Однак навіть тут Біянкі знайшов можливості для продовження власної діяльності, очоливши місцеву трудову партію та видавництво Lotta socialista.

## Синдикалізм
У 1906 році Біянкі брав участь у декількох заворушеннях робітників. Пізніше став прихильником пацифізму, що не влаштовувало керівництво Італійської соціалістичної партії, яка стояла на ідеї революції. Переїхавши до Болоньї, Біянкі відіграв ключову роль у припиненні співпраці синдикалістів із соціалістами.
Після декількох арештів та переїздів, 1910 року Біянкі стає редактором La Scintilla та висуває ідею поновлення співпраці синдикалістів та соціалістів задля здобуття хорошого результату на майбутніх виборах. Пропозицію відхилили, тому Біянкі почав пропагувати свої погляди через власну щоденну газету, чим спровокував декілька виступів робітників.
Через скрутне матеріальне становище Біянкі був змушений зупинити друк La Scintilla. Пізніше він був заарештований у Тріесті за критику прем'єр-міністра Джованні Джолітті, якого Біянкі вважав головним винуватцем початку італійсько-турецької війни. Після звільнення Мікеле переїжджає у Феррару, де починає видавати газету La Battaglia.
У 1913 році він бере участь у парламентських виборах, проте не здобуває місця в парламенті.

## Фашизм та смерть

Символ штурмових загонів - чорний стяг із зображенням черепа, що затискає у зубах кинджал. Пізніше активно використовувався сквадристами

Після початку Першої світової війни Біянкі стає активним прихильником вступу в неї Італії. У 1915 році він починає службу в італійській армії у ролі добровольця, стає молодшим офіцером. Після війни він демобілізується та стає редактором газети Il Popolo d’Italia, приєднується до Національної фашистської партії, допомагає формувати загони чорносорочечників, особливо активно залучаючи колишніх військовослужбовців штурмових груп. 

У листопаді 1921 року Біянкі став офіційним лідером Національної фашистської партії, обійнявши посаду її Генерального секретаря. Свою діяльність він будував навколо спроб об'єднатися з іншими праворадикальними силами, що урешті-решт спричинило збільшення кількості членів партії та зростання її популярності серед мас. Всього лише за рік чисельність партії зросла на п'ятсот тисяч осіб та склала майже один мільйон. 

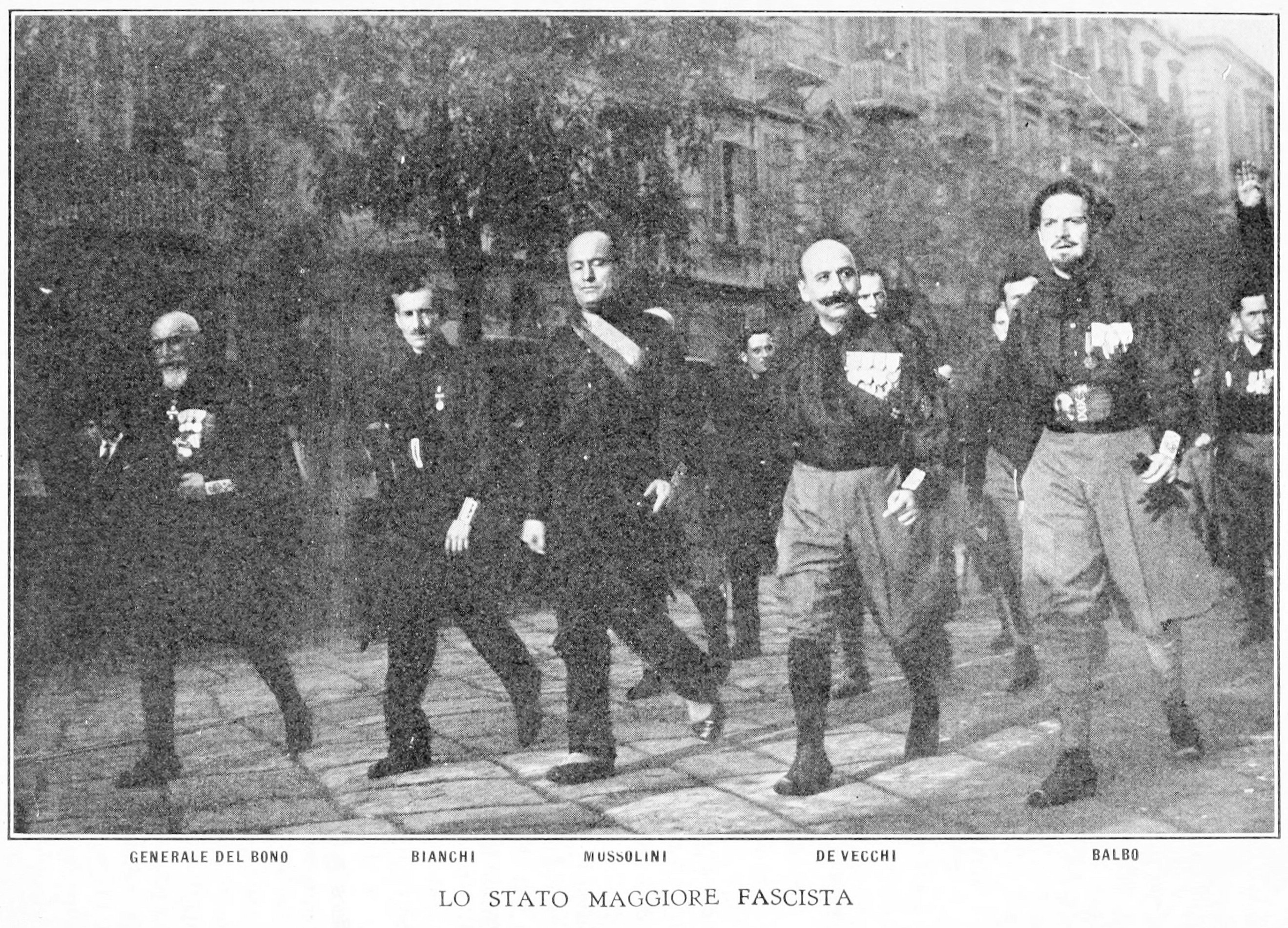
Мікеле Біянкі (другий ліворуч) разом із Беніто Муссоліні (у центрі) та іншими Квадрумвірами, 1922 рік

У 1922 році Біянкі став одним із Квадрумвірів, які особисто очолили Марш на Рим. У новоствореному уряді Беніто Муссоліні Біянкі отримує посаду державного секретаря у Міністерстві внутрішніх справ. У листопаді 1922 році пішов у відставку з посади очільника Національної фашистської партії, проте отримав постійне місце у Великій фашистській раді як один із Квадрумвірів. У травні 1924 року Біянкі обрали до Палати депутатів Італії, через що він був змушений звільнитися з посади державного секретаря Міністерства внутрішніх справ, адже, згідно із законодавством, не міг поєднувати ці посади. 
31 жовтня 1925 року Біянкі був призначений заступником міністра громадських робіт, у березні 1928 року — заступником міністра внутрішніх справ. 12 вересня 1929 року Біянкі став міністром громадських робіт Італії та обіймав цю посаду до своєї смерті у 1930 році. Того ж 1929 року він був переобраний до Палати депутатів Італії, проте вже 3 лютого 1930 року помер від туберкульозу, з яким боровся протягом останніх років свого життя, однак безуспішно.